# پرچم کاتالونیا

پرچم کاتالونیا

پرچم کاتالونیا پرچمی برپایه نشان خانوادگی تاج و تخت آراگون است که از چهار نوار قرمز رنگ بر روی زمینه‌ای طلایی رنگ تشکیل شده است.

## نگارخانه